# 多賀山地

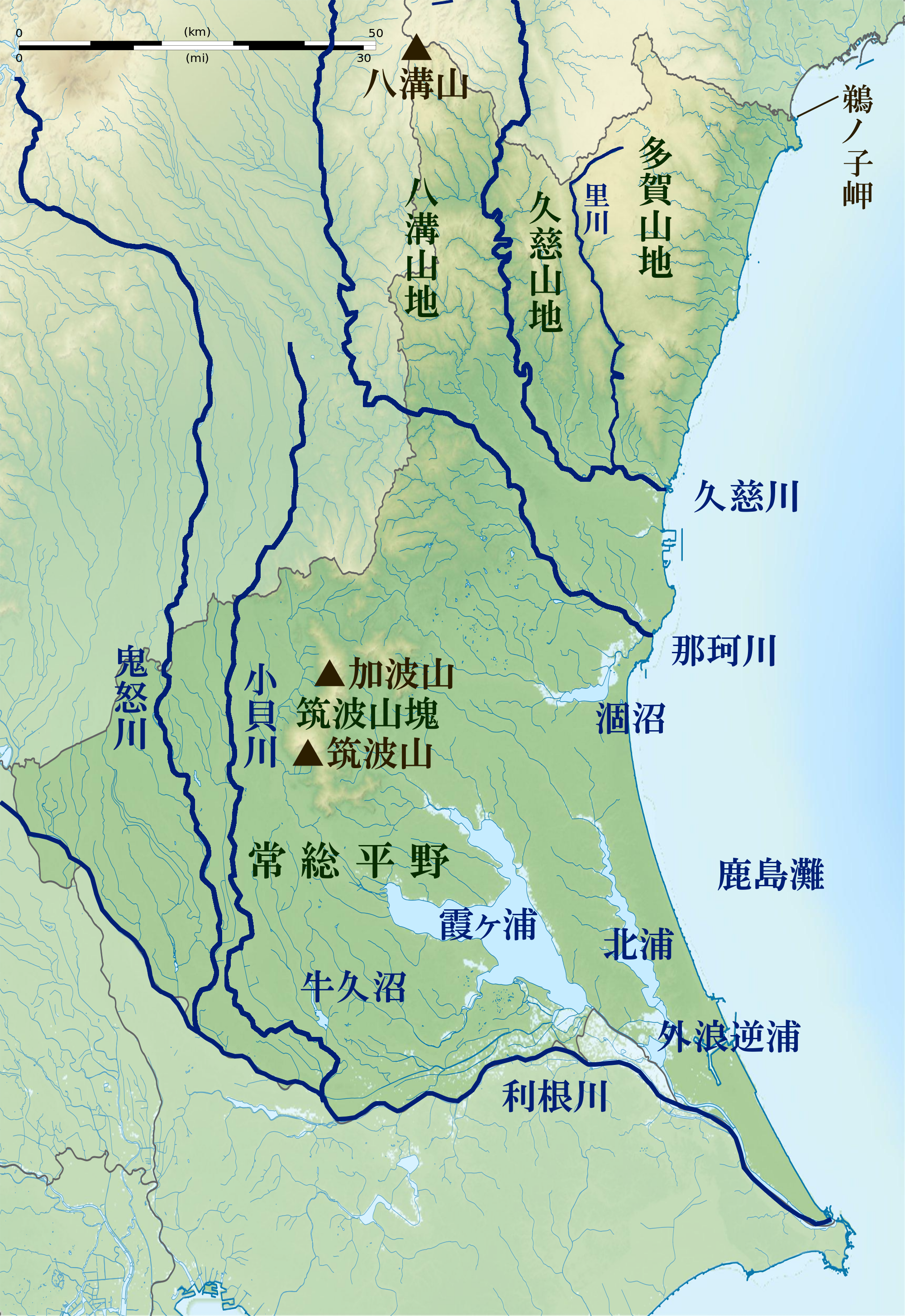
茨城県の主要地形

多賀山地（たがさんち）とは、茨城県北東部に広がる阿武隈高地の南部の名称である。

## 概要
阿武隈高地の南部に位置し、平均標高約300mの低山性山地（丘陵）である。南北に細長く伸びており、北に行くほど標高が高くなる。
- 最高峰 栄蔵室 標高:881.6m
- 最北端 和尚山 標高:804m
- 最南端 風神山 標高:241.9m
- 主峰 高鈴山 623.3m 、神峰山 598m

## 地形・地質
多賀山地の標高の平均は約300mで、山稜を連ねるときは波状の平坦な面となり、高原状の地形となっている。この平坦面は、浸食作用の結果生じた準平原である。地質は、この多賀山地は、花崗岩類、片磨岩類、結晶片岩類及び秩父古生層などから成り、最近、日本最古と推定される岩石が発見された。その東西両側は、第三紀層や第四紀層が分布している。
泥岩中には割れ目を埋めるように石英脈が発達していることがあり、古くから金を含んでいることが知られていた。戦国時代に一帯を治めていた佐竹氏は金鉱山の探索に力を注ぎ、現在までに100箇所以上の坑口跡が見出されている。

## 気候
多賀山地は太平洋側気候に位置するため、夏は雨が多く、冬は晴れた日が多い。そのため、積雪することはまれである。

## 植生
温暖帯に属する多賀山地では、常緑広葉樹林と暖帯落葉樹林が混合している。山地の東面・南面ではヤブツバキ、シロダモ、ヒサカキ、ベニシダ、ヤブコウジなどが、北面では、イヌシデ、クリ、イロハモミジ、ケヤキ、モミなどが生育している。また、高鈴山、神峰山付近では、ヤシャブシ、リョウブ、オオバヤシャブシなどが見られ、多くの植物が生育している。

## 動物
市街地と後背地の山稜と人為的影響を受けて、本州中部の平均的動物相となっている。動物地理分布では、暖帯性動物群と温帯性動物群の漸移地帯に位置し、両者の動物相が混交しているのが特に昆虫などにみられる。
特にヘビの種類が多く、シマヘビ、アオダイショウ、マムシ、ヤマカガシなどがみられる。

## 川
- 大沼川
- 金沢川
- 大川
- 桜川
- 鮎川
- 宮田川系
  - 宮田川（本流）
  - 数沢川
- 北川
- 東連津川

- 折笠川
- 十王川
- 小石川
- 花貫川
- 関根川
- 塩田川
- 沢尻川
- 大北川系
- 江戸上川
- 里根川

## 属する主な山
標高順に記載する。
| 山の名称 | 標高   |
| -------- | ------ |
| 栄蔵室   | 881.6m |
| 和尚山   | 804.0m |
| 花園山   | 798m   |
| 竪破山   | 658m   |
| 高鈴山   | 623.3m |
| 神峰山   | 598m   |
| 土岳     | 559.7m |
| 鷹巣山   | 559.4m |
| 御岩山   | 515m   |
| 高帽山   | 431m   |
| 大室山   | 427m   |
| 羽黒山   | 490.8m |
| 横根山   | 389.4m |
| 石尊山   | 386.3m |
| 大白峰   | 360m   |
| 四ツ峰   | 311m   |
| 真弓山   | 279.8m |
| 風神山   | 241.9m |

## 自然公園
- 風神山自然公園
- 高鈴県立自然公園

## 山地を通る建造物

### 道路
- 常磐自動車道（ほぼ南北に縦断）
- 茨城県道36号日立山方線（多賀山地中部を横断）
- 茨城県道37号日立常陸太田線（多賀山地中部を横断）
- 茨城県道61号日立笠間線（現在は車通行不可能。バイパス完成後は多賀山地南部を横断）

### 娯楽施設
- 奥日立きららの里
- 日立市かみね公園
- 日立高鈴ゴルフ倶楽部

### 団地
- みかの原団地
- 台原団地
- 金沢団地
- 塙山団地
- 中丸団地
- 諏訪団地
- 成沢団地
- 高鈴団地
- 田尻団地

### 工場・採石場
- 日立セメント 大平田鉱山および市内貯鉱場とを結ぶ大理石運搬用索道
- 日立製作所 山手工場
- JX日鉱日石金属 日立工場

### その他
- 諏訪梅林
- 諏訪の水穴
- 大久保の風穴